# روي بيك
روي بيك (بالإنجليزية: Roy Beck)‏ هو صحفي أمريكي، ولد في 12 يوليو 1948 في مارشفيلد في الولايات المتحدة.